# Остервіррюм
Остервіррюм (нід. Oosterwierum, фриз. Easterwierrum) — село в нідерландській провінції Фрисландія. Входить до муніципалітету Південно-Західна Фрисландія.
Його площа становить 4,44км², а населення станом на 2021 рік складало 320 осіб.
Перша згадка про населений пункт датується 1319 роком.

## Галерея

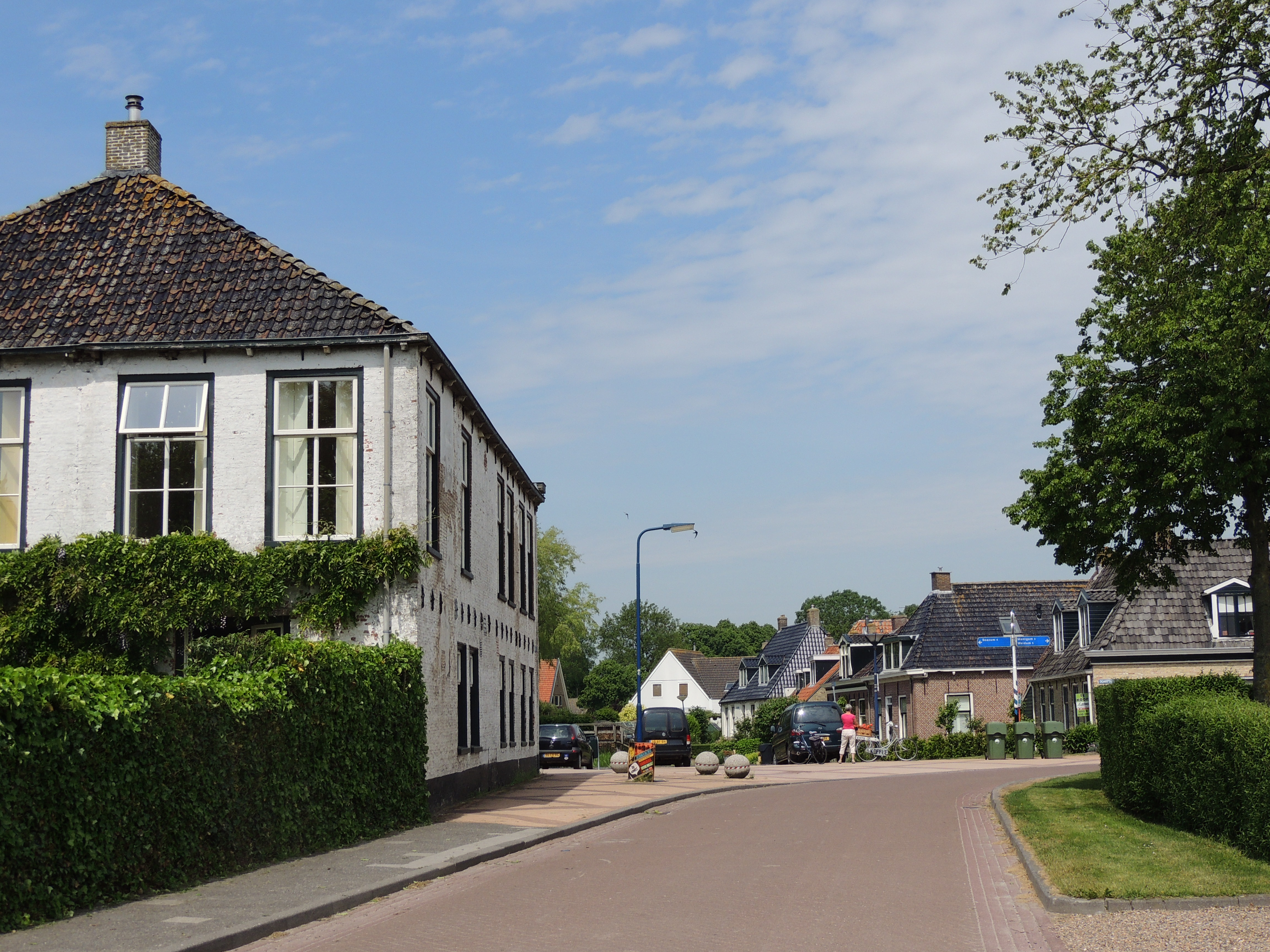
Сільська вулиця
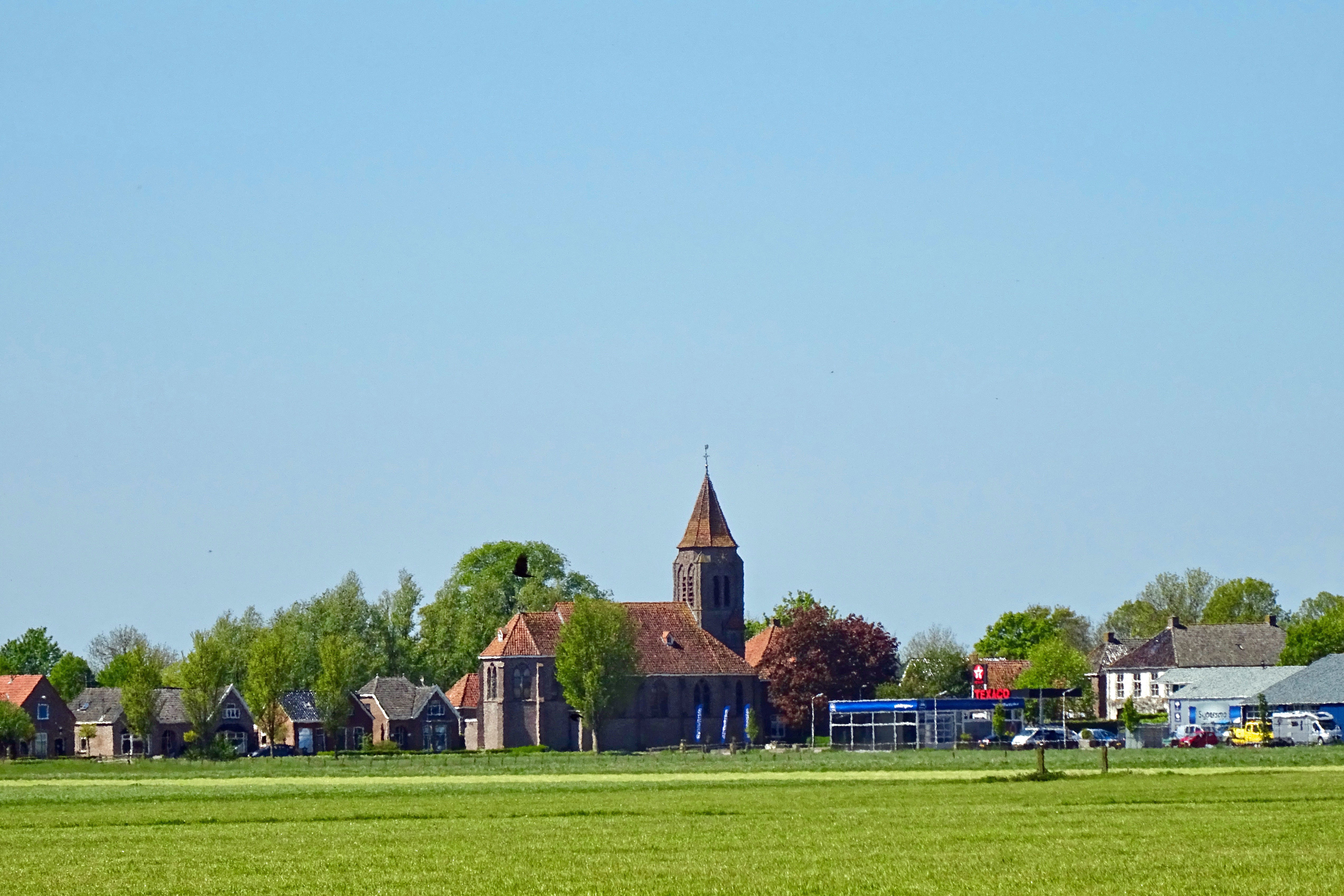
Панорама села
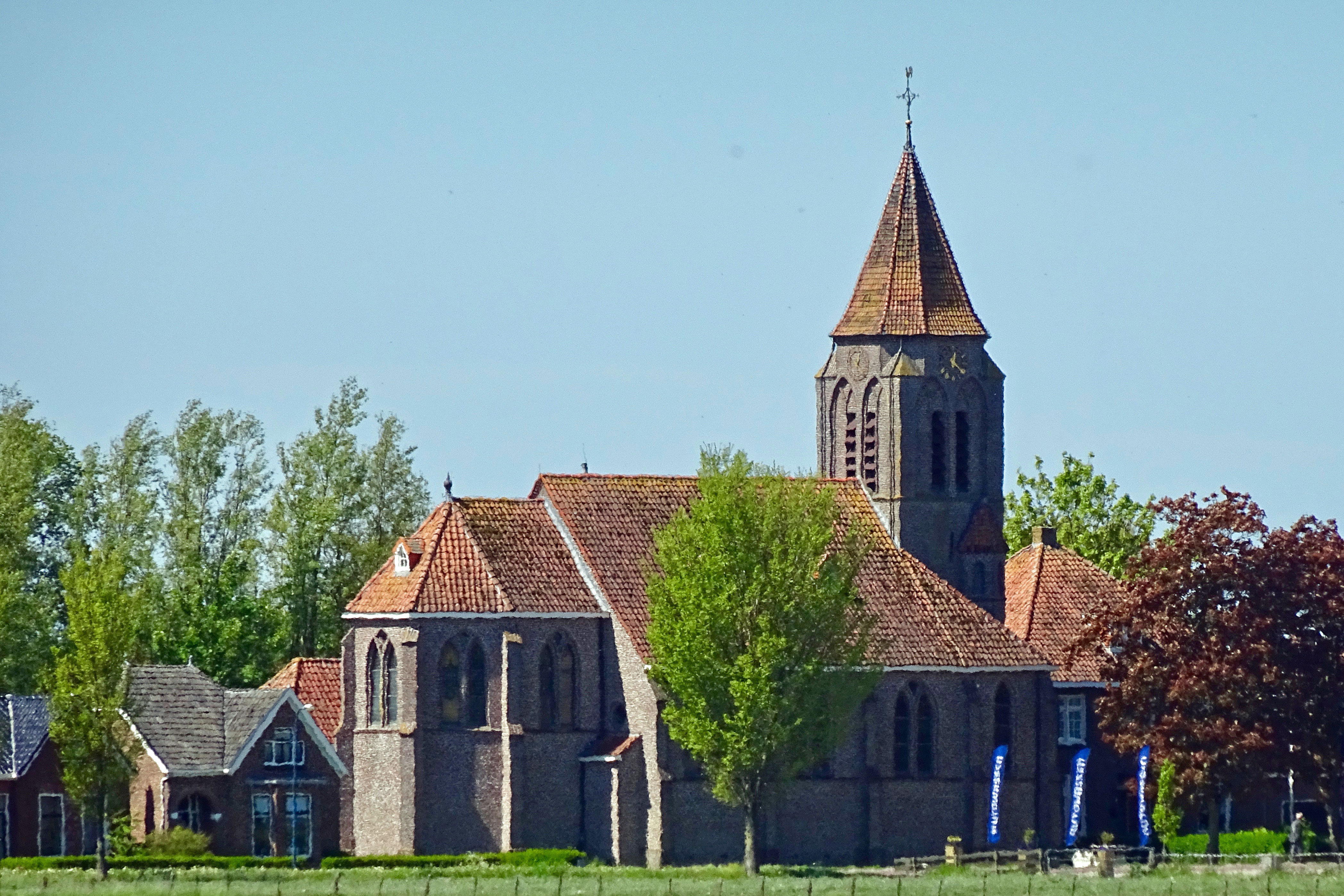
Церква св. Віро
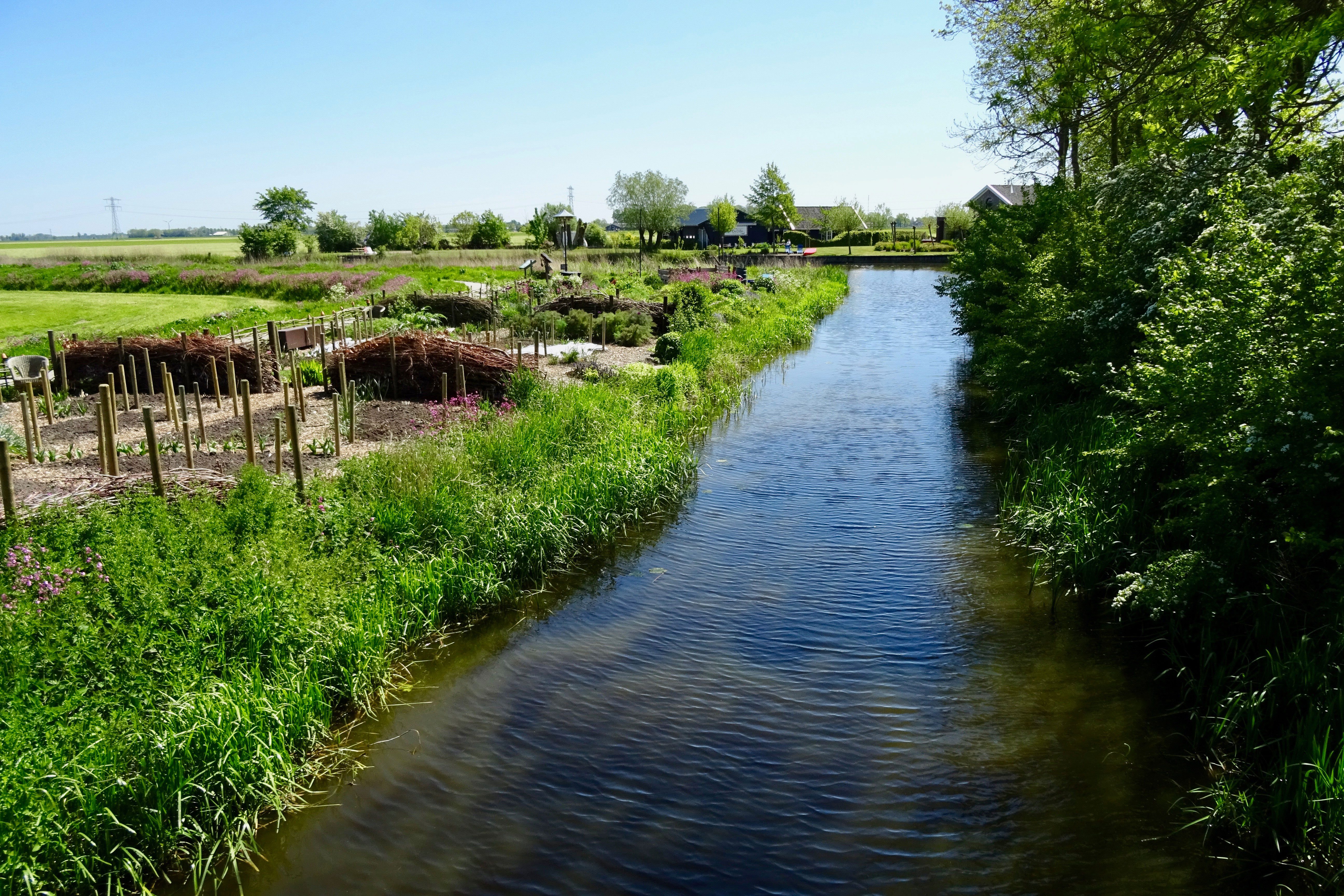
Канал у селі